# Alexander von Busse
Carl Friedrich Wilhelm Franz Alexander von Busse (* 25. Februar 1814 in Weidenbach, Landkreis Oels; † 27. Juni 1878 in Berlin) war ein preußischer Generalleutnant.

## Leben

### Herkunft
Er war der Sohn von Karl Konrad Leopold von Busse (1771–1836) und dessen Ehefrau Amalie, geborene von Zitzewitz (1786–1860). Sein Vater war Kapitän a. D. und Herr auf Weidenbach. Sein Bruder Hermann von Busse (1818–1894) war Mitglied des deutschen Reichstags.

### Militärkarriere
Nach dem Besuch der Ritterakademie in Liegnitz trat Busse am 1. Juni 1831 als Husar in das 4. Husarenregiment der Preußischen Armee ein. Im weiteren Verlauf seiner Militärkarriere stieg er bis Mai 1863 als Major zum etatsmäßiger Stabsoffizier im Kürassier-Regiment Nr. 1 auf. Für die Dauer des mobilen Verhältnisses anlässlich des Feldzuges 1866 war Busse Kommandeur des 2. Landwehr-Ulanen-Regiments, mit dem er an den Gefechten bei Oświęcim und Goszalkowitz teilnahm. Nach Kriegsende am 30. September 1866 zum Oberstleutnant befördert, wurde er einen Monat später zum Kommandeur des Dragoner-Regiments Nr. 15 ernannt. Am 3. Juli 1868 folgte seine Beförderung zum Oberst. 
Als solcher befehligte Busse sein Regiment während des Krieges gegen Frankreich 1870/71. Er machte die Belagerung von Paris mit und kämpfte in einer Reihe von Gefechten. Seine Leistungen wurden durch die Verleihung des Eisernen Kreuzes II. Klasse gewürdigt. Nach dem Frieden von Frankfurt beauftragte man Busse unter Stellung à la suite seines Regiments mit der Führung der 15. Kavallerie-Brigade. Am 19. Oktober 1871 wurde er zum Kommandeur ernannt und in dieser Stellung am 22. März 1873 zum Generalmajor befördert. Mitte Januar 1876 erhielt er den Roten Adlerorden II. Klasse mit Eichenlaub. Am 11. November 1873 wurde Busse unter Verleihung des Charakters als Generalleutnant mit Pension zur Disposition gestellt. 
Seine letzte Ruhestätte befindet sich nach Umbettung auf dem Südwestkirchhof Stahnsdorf.

### Familie
Seit 1842 war er mit Luise von Witowski (* 14. Oktober 1819; † 20. Februar 1887) verheiratet. Aus der Ehe gingen acht Kinder hervor: 
- Anna Amalie Josephine Luise (* 12. September 1843) ⚭ 25. September 1883 Ulrich von Busse (* 20. November 1855), Major a. D.
- Oskar Andreas Karl Joseph (* 15. Dezember 1844) ⚭ 25. Oktober 1872 Adelheid Ernestine Mathilde von Knobelsdorff (* 10. November 1845)
- Aribo Karl Joseph Andreas Alexander (* 17. Juli 1846), Oberstleutnant a. D.
- Magdalene (* 3. Juli 1849), Stiftsdame im Campanischen Fräuleinstift, Warschau
- Guido Rudolf Alexander (* 3. Juli 1849), Rittmeister a. D. ⚭ 28. Dezember 1878 Wilhemine Anna Helene von Busse (* 14. Oktober 1856)
- Elgar Alexander Rudolf Karl Joseph (* 1. Juni 1852), Major a. D. ⚭ 13. Dezember 1880 Rudolfine Berta Hedwig von Witowski (* 6. Mai 1852; † 11. Februar 1896) verwitwete Methner
- Adelaide (* 23. Februar 1858) ⚭ 5. November 1887 Hans Berliner, Dr. med.
- Paula Luise Amalie (* 31. Dezember 1859; † 18. Februar 1919) ⚭ 18. März 1888 Georg von Wedel (* 10. Juli 1856; † 11. Juli 1918)[1]

Der älteste Sohn Oscar gab das Urbild für den Baron Wehrhahn in Gerhart Hauptmanns Der Biberpelz ab.